# Универсальная платформа Windows
Универсальная платформа Windows (англ. Universal Windows Platform, сокр. UWP) — платформа, созданная Microsoft и впервые представленная в Windows 10. Целью данной платформы является помощь в создании универсальных приложений, запускаемых как на Windows 10,  Windows 10 Mobile и Windows 10 IoT без изменения в коде. Есть поддержка создания таких приложений на C++, C#, VB.NET и XAML. API реализован в C++ и поддерживается в C++, VB.NET, C#, F# и JavaScript. Разработанная как расширение для Windows Runtime (платформы, представленной в Windows Server 2012 и Windows 8), позволяет запускать приложения на разных аппаратных платформах.

## Совместимость
Универсальная платформа — часть Windows 10, Windows 10 IoT, Windows 10 Mobile. Универсальные приложения Windows не запускаются на версиях Windows до 8.
Приложения, которые способны реализовать данную платформу, создаются с использованием Visual Studio 2015, Visual Studio 2017 и Visual Studio 2019. Старые Metro-приложения для Windows 8.1 или Windows Phone 8.1 нуждаются в изменении кода, чтобы поддерживать UWP.
Во время Build 2015 Microsoft представила набор так называемых «мостов» UWP для портирования приложений для Android и iOS в среду Windows 10 Mobile. Мост Windows для Android (с кодовым названием «Astoria») позволяет портировать приложения Android, написанные на Java или C++, в среду Windows 10 Mobile и опубликовать их в Windows Store. Кевин Галло (англ. Kevin Gallo), руководитель Windows Developer Platform, пояснил, что данная реализация имеет некоторые ограничения: сервисы Google и основное API недоступно, поэтому приложения, имеющие «фоновую деятельность», например, приложения для быстрых сообщений, не будут работать корректно. Мост Windows для iOS (с кодовым названием «Islandwood») — открытая связующая-утилита, позволяющая портировать приложения iOS, написанные на Objective-C, в среду Windows 10 Mobile, используя Visual Studio 2015 конвертировав код из Xcode. Ранние сборки моста для iOS начали распространяться как открытое программное обеспечение под лицензией MIT с 6 августа 2015; мост для Android пока находится в закрытом тестировании.
В феврале 2016 Microsoft объявила о приобретении компании Xamarin. Вскоре после покупки Microsoft объявила о закрытии разработки моста Android и поддержки данных приложений в Windows 10. Главным направлением компании остался мост iOS.

## Становление платформы
UWP являлась лишь дополнением к Windows Runtime. Универсальные приложения Windows, созданные с использованием технологии UWP, не нуждаются в обозначении, для какой ОС они предназначены; кроме того, они поддерживают как ПК, так и смартфоны, планшеты или Xbox One, используя мосты UWP. Данное расширение позволяет автоматически поддерживать все возможные платформы. Универсальное приложение может быть запущено на любом мобильном телефоне или планшете. Оно же, запущенное на смартфоне, может вести себя так, как будто запущено на ПК, если подключено к последнему с помощью док-станции.